# الدوحة

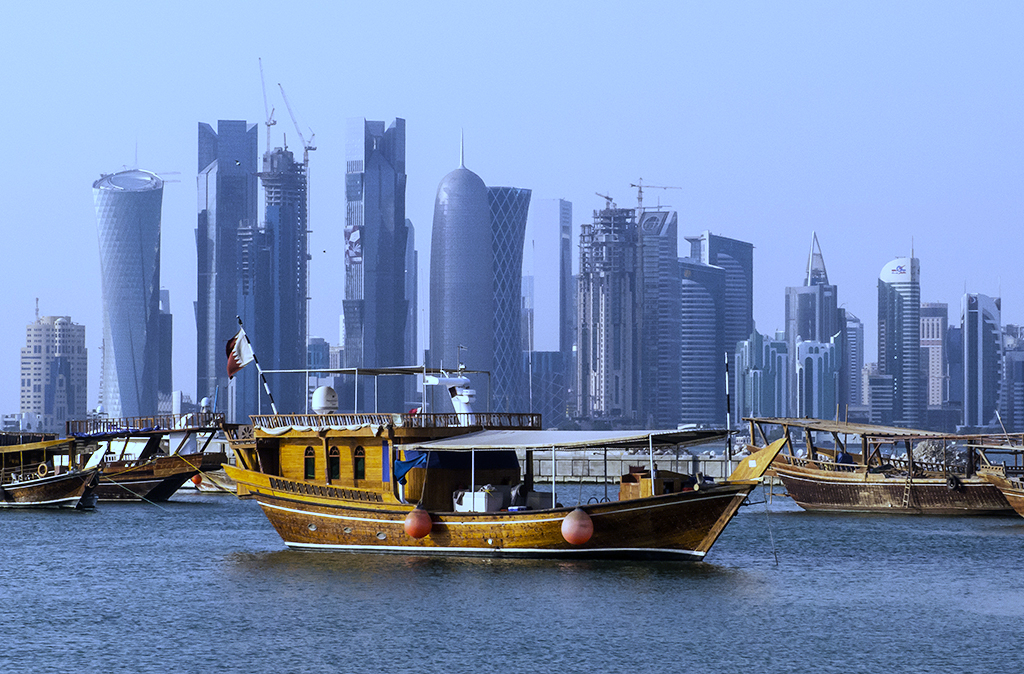

الدَّوْحَة هي عاصمة دولة قطر وأكبر مدنها والمركز المالي الرئيسي لدولة قطر. تقع على ساحل الخليج العربي في شرق البلاد في منتصف الساحل الشرقي لشبة جزيرة قطر شمال الوكرة وجنوب الخور، وهي موطن لمعظم سكان البلاد، وأسرع مدن قطر نموًا، إذ يعيش أكثر من 80٪ من سكان البلاد في الدوحة أو في الضواحي المحيطة بها.
تأسست الدوحة في عشرينيات القرن التاسع عشر كفرع من حي البدع، وأعلنت رسميًا عاصمة للبلاد في عام 1971 عندما حصلت قطر على استقلالها من كونها محمية بريطانية. صنفت شبكة أبحاث العولمة والمدن العالمية الدوحة كمدينة عالمية باعتبارها العاصمة التجارية لدولة قطر وأحد المراكز المالية الناشئة في الشرق الأوسط. تضم الدوحة المدينة التعليمية وهي منطقة مخصصة للبحث والتعليم، و مدينة حمد الطبية [الإنجليزية]
 وهي منطقة إدارية للرعاية الطبية. كما تشمل على مدينة الدوحة الرياضية أو أسباير زون، وهي وجهة رياضية دولية تضم استاد خليفة الدولي و مركز حمد للألعاب المائية [الإنجليزية]
 وقبة أسباير.
كما تضم الدوحة مقر الدوائر الحكومية والوزارات والمؤسسات المالية والتجارية وفيها ميناء تجاري كبير ومطار حديث يربطها بمختلف أنحاء العالم. وتشتهر بكثرة المساجد والمباني الحديثة كما تزداد بالمكتبات وأهمها دار الكتب القطرية والمكتبة الوطنية، كما يتّخذ مكتب قناة الجزيرة من الدوحة مقرّاً رئيسياً للقناة.
استضافت المدينة الاجتماع الأول على المستوى الوزاري لجولة الدوحة الإنمائية لمفاوضات منظمة التجارة العالمية، كما تم اختيارها كمدينة مضيفة لعدد من الأحداث الرياضية بما في ذلك دورة الألعاب الآسيوية لعام 2006، ودورة الألعاب العربية لعام 2011، والألعاب الشاطئية العالمية 2019، وبطولة العالم العالمية للرياضات المائية، وبطولة العالم للأندية للكرة الطائرة للرجال، و نهائيات اتحاد لاعبات التنس المحترفات [الإنجليزية]
 ومعظم مباريات كأس آسيا 2011.
في ديسمبر 2011 عقد مجلس البترول العالمي [الإنجليزية]
 مؤتمر البترول العالمي العشرين في الدوحة. استضافت المدينة أيضا مفاوضات المناخ لعام 2012 لاتفاقية الأمم المتحدة الإطارية بشأن تغير المناخ، وكأس العالم لكرة القدم 2022. ومن المقرر أن تستضيف المدينة بطولة كأس العالم لكرة السلة 2027. في أبريل 2019؛ استضافت المدينة الدورة 140 لجمعية الاتحاد البرلماني الدولي، كما استضافت الدورة السنوية الثامنة عشرة لاتفاقية الأمم المتحدة الإطارية بشأن تغير المناخ في عام 2012.
كانت الدوحة مركزا مهما لحل المشاكل الدبلوماسية لدى دول المنطقة حيث كانت مقرا لحل حرب أفغانستان بجمع أطراف الأزمة في طاولة الحوار وكذلك كانت لها دور في حل قضية فلسطين بتبادل الرهائن بين إسرائيل و منظمة حماس

## التاريخ
سميت الدوحة بهذا الاسم لأنها بنيت على خليج من البحر. قامت في البدء عام 1686م بعد موقعة دوحة المقتلة التي وهي المدينة الهامة في قطر قديماً، وتقع البدع على الجانب الشرقي لشبه جزيرة قطر وعلى بعد حوالي 63 ميلاً من الطرف الجنوبي لراس ركن، و45 ميلاً شمالي خور العديد وتقوم البدع على الجانب الجنوبي من خليج عميق في الركن الجنوبي الغربي لميناء طبيعي يبلغ طوله ثلاث أميال وهي محميه من جهتي الشمال الشرقي والجنوب الشرقي بصخور طبيعية ويبلغ اتساع المدخل اقل من ميل من جهة الشرق ولكنه ضحل بين رؤوس الصخور وصعب بعض الشئ ولا تستطيع المراكب ذات الغاطس الأكثر من 15 قدما المرور فيه ويتراوح عمق قاع الميناء ما بين 3 إلى 5 قامات والقاع طـمي أبيض اوكلسي.
كان يكثر عدد سكانها عندما ينزلون من القوارب ويتكاثرون في المدينة حوالي 6000 (ستة آلاف) نسمة. وهم الذين جمعهم شيخ البدع لطرد أتباع العتوب (آل بن علي وآل خليفة) الذين سكنوا الدوحة وكذلك الذين قاموا مع شيخ البدع الشيخ ناصر بن سالمين السويدي ضد المسلم الذين سكنوا لدويحه سنة واحده والذين جاء بهم شيخ البحرين. وكان يسكن البدع (أصل مدينة الدوحة الحالية) الوالد الكبير الشيخ محمد بن ثاني جد أسرة آل ثاني الذي سكنها منذ عام 1844م وتحالف مع قبائل البدع ضد العـتوب وهـي المنطقة التي تمت فيها توقيع أول اتفاقيه اعتراف حكم قطر سنة 1868م مع الشيخ محمد بن ثاني والذي عاش فـي البدع مع ابنه الشيخ جاسم بن محمد بن ثاني مع قبلة السودان وأقـدم المعـارف وأقـرب الأصدقاء له والذين تربط بينهم علاقة نسب حميمة إلى أن توفى الشيخ محمد بن ثاني سنة 1878 ودفن في مقبرة السودان في البدع ووصف دفنه الرحالة الإنجليزي بالجـريف في صفحه 163 عـندما زار قطر مرة ثانيه سنة 1878 (راجع تقارير الإنجليز عن تاريخ قطر).

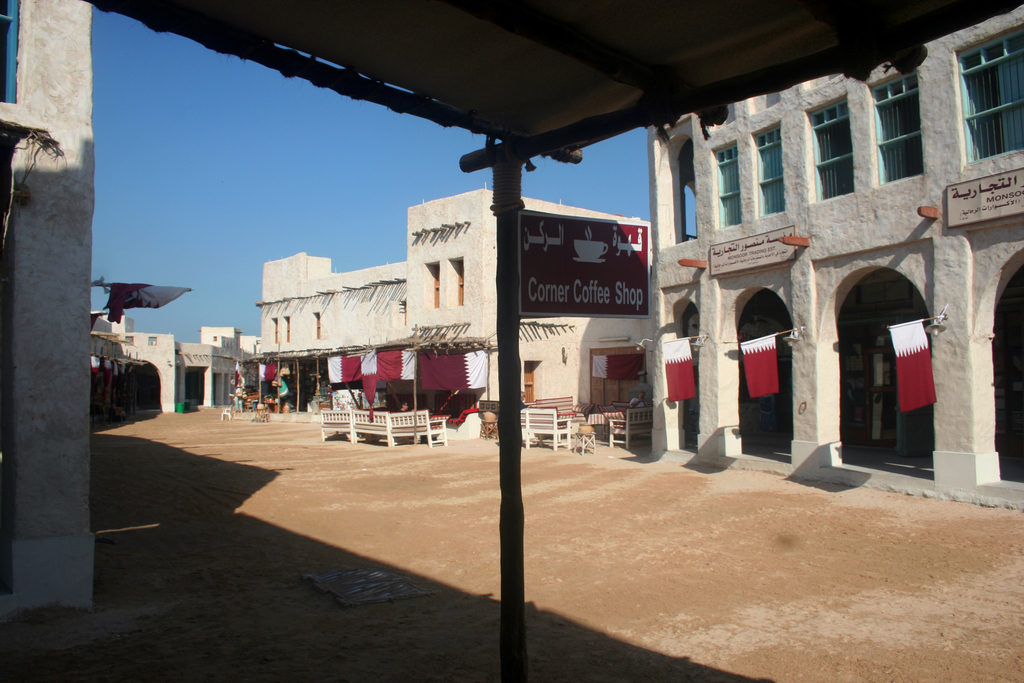
سوق واقف

ولم يكن في البدع القديمة مسجد بل كانوا يقيمون شعائرهم الدينية في أماكنهم الخاصة ولكن بعد فترة ليست بالكبيرة أصبح للبلد مسجدان يزينان البدع. أحدهـما بناء كبير ولكنه خال من كل زخرفه وهو يقع شمال القلعة، وأما المسجد الآخر فيقع في الطرف المقابل من القلعة. وهو اصغـر حجما ولكنه أجـمل وله مدخل مفـتـوح بأقواس على طراز شبه إسلامي
والدوحة قديماً كانت تبعـد قليلا عن البدع وهي نصف حجم البدع وتقع على مدخل البدع أو شق البدع. وبيوت الدوحة أخفض وأبسط من بيوت البدع والسوق فيها أشد ضيقاً. وعلى قمة المرتفع بينهما توجد قلعـتان أحدهـما على رف صخري والأخرى داخل البلدة نفسها وهي قلعة صغيره بناها المسلم 1850 بعـد ا ن جاء بهم شيخ البحرين ليوازن بهم نفوذ قبيلة السودان في البدع. الوثائق البريطانية الجزء الجغرافي

## السكان

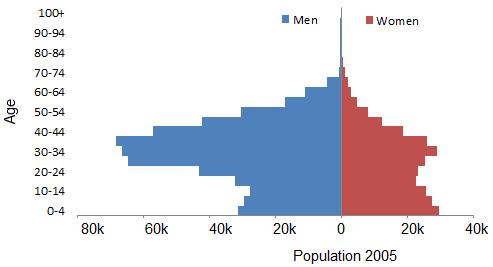
هرم سكان قطر يُظهر مدى تأثير العمالة الأجنبية على التركيبة السكانية في قطر.

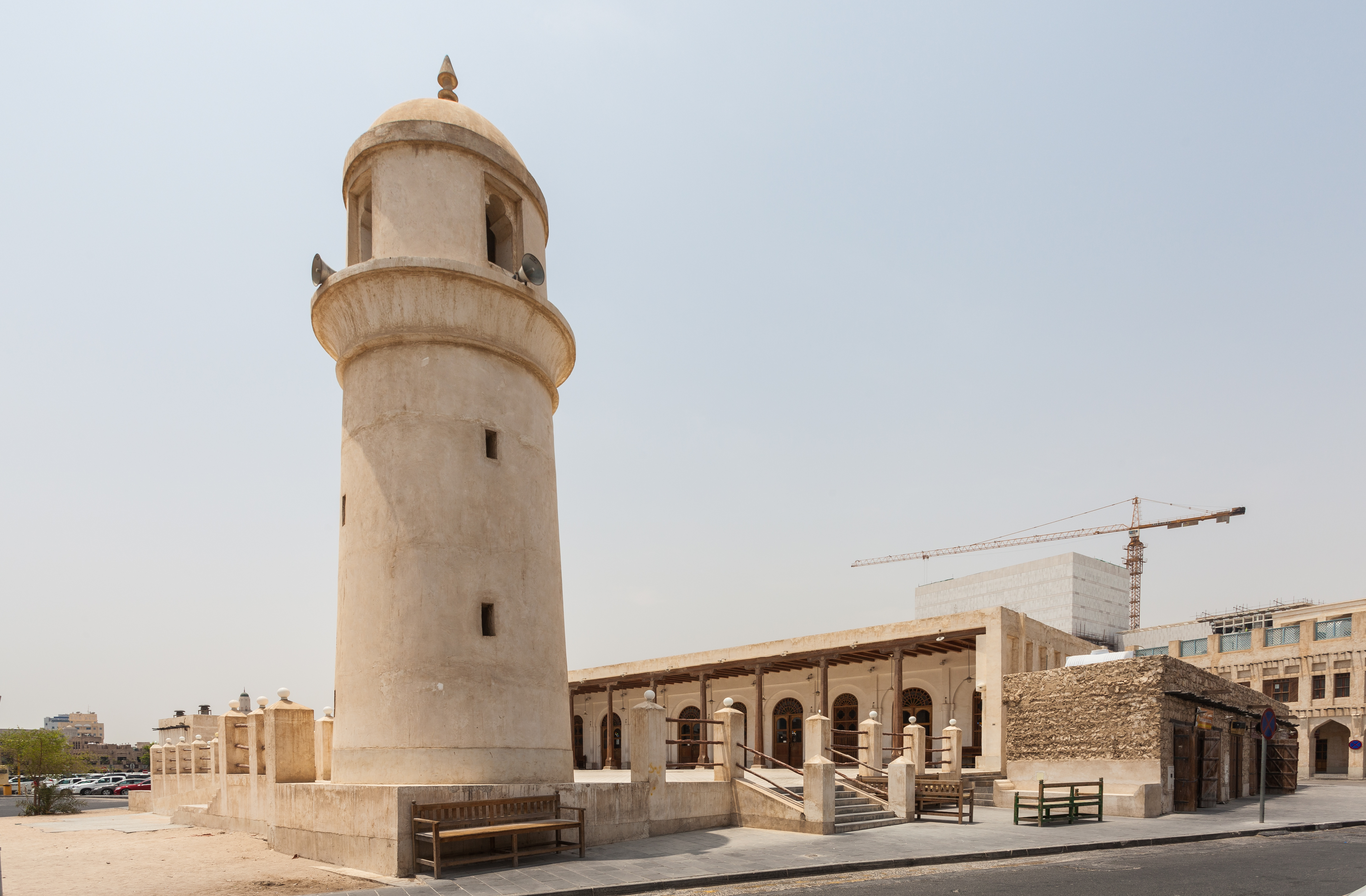
مئذنة مسجد سوق واقف

ديموغرافية السكان غير عادية، فغالبية السكان هم من الأجانب، والقطريين يشكلون أقلية. الجزء الأكبر من المغتربين في قطر هم من بلدان جنوب آسيا، لا سيما الهند وباكستان وبنغلاديش، مع أعداد كبيرة من المغتربين أيضا قادمة من البلدان العربية كبلاد الشام، مصر، السودان وشمال أفريقيا، وشرق آسيا. الدوحة أيضا موطن للمغتربين من الولايات المتحدة، كندا، فرنسا، جنوب أفريقيا، المملكة المتحدة، النرويج، وبلدان أخرى كثيرة.
في الماضي، المغتربين في قطر لم يكن يسمح لهم بتملك الأراضي ولكن الآن يمكن للمواطنين شراء أراضٍ في مناطق عديدة من الدوحة. كل شهر تستقبل المدينة عشرات الآلاف من المهاجرين الجدد إلى قطر حيث من المقدر ان يصل في غضون سنوات قليلة عدد السكان إلى مليون نظرا، وهناك نقص حاد في المساكن.
والدين الرسمى لقطر هو الإسلام، كما يمارس أبناء الديانات الأخرى طقوسهم الدينية بحرية وقد خصصت الدولة في عامي 2006 و2007 لبناء الكنائس. في مارس 2008 افتتح أول معبد للمسيحيين وهي الكنيسة الكاثوليكية، هناك خمس كنائس أخرى تحت الإنشاء.

## الاقتصاد
اقتصاديا تعتمد قطر بشكل عام على الغاز والنفط.ولا سيما أن قطر تحتل المركز الثالث كأكبر مصّدر للغاز الطبيعي في العالم، وذلك في حقل غاز الشمال الذي يعتبر من أهم الحقول للغاز في العالم.

### المتنزهات

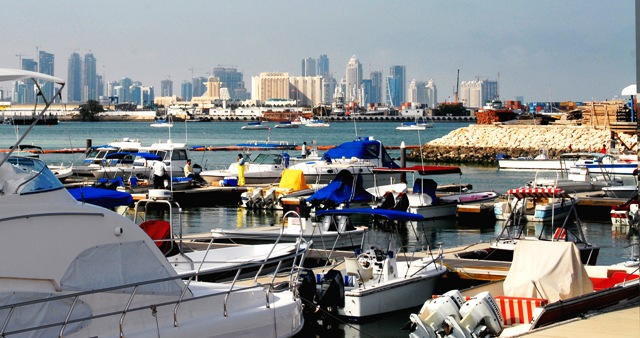
المارينا

- كورنيش الدوحة
- حديقة أسباير

### المتاحف
- متحف قطر الوطني يتم ترميمه حالياً
- متحف الفن العربي الحديث
- متحف الفن الإسلامي في الدوحة

### المؤسسات
- مركز مشيرب لإثراء المجتمع

## الطقس
| البيانات المناخية لـمدينة الدوحة  | البيانات المناخية لـمدينة الدوحة | البيانات المناخية لـمدينة الدوحة | البيانات المناخية لـمدينة الدوحة | البيانات المناخية لـمدينة الدوحة | البيانات المناخية لـمدينة الدوحة | البيانات المناخية لـمدينة الدوحة | البيانات المناخية لـمدينة الدوحة | البيانات المناخية لـمدينة الدوحة | البيانات المناخية لـمدينة الدوحة | البيانات المناخية لـمدينة الدوحة | البيانات المناخية لـمدينة الدوحة | البيانات المناخية لـمدينة الدوحة | البيانات المناخية لـمدينة الدوحة |
| الشهر                             | يناير                            | فبراير                           | مارس                             | أبريل                            | مايو                             | يونيو                            | يوليو                            | أغسطس                            | سبتمبر                           | أكتوبر                           | نوفمبر                           | ديسمبر                           | المعدل السنوي                    |
| --------------------------------- | -------------------------------- | -------------------------------- | -------------------------------- | -------------------------------- | -------------------------------- | -------------------------------- | -------------------------------- | -------------------------------- | -------------------------------- | -------------------------------- | -------------------------------- | -------------------------------- | -------------------------------- |
| الدرجة القصوى °م (°ف)             | 31.2 (88.2)                      | 36.0 (96.8)                      | 39.0 (102.2)                     | 46.0 (114.8)                     | 47.7 (117.9)                     | 49.0 (120.2)                     | 48.2 (118.8)                     | 48.0 (118.4)                     | 45.5 (113.9)                     | 43.4 (110.1)                     | 38.0 (100.4)                     | 32.2 (90.0)                      | 49.0 (120.2)                     |
| متوسط درجة الحرارة الكبرى °م (°ف) | 21.0 (69.8)                      | 22.7 (72.9)                      | 26.5 (79.7)                      | 31.9 (89.4)                      | 38.2 (100.8)                     | 41.1 (106.0)                     | 41.3 (106.3)                     | 40.7 (105.3)                     | 37.6 (99.7)                      | 35.2 (95.4)                      | 29.5 (85.1)                      | 24.1 (75.4)                      | 32.5 (90.5)                      |
| المتوسط اليومي °م (°ف)            | 17.0 (62.6)                      | 17.9 (64.2)                      | 21.2 (70.2)                      | 25.7 (78.3)                      | 31.0 (87.8)                      | 33.9 (93.0)                      | 34.7 (94.5)                      | 34.3 (93.7)                      | 32.2 (90.0)                      | 28.9 (84.0)                      | 24.2 (75.6)                      | 19.2 (66.6)                      | 26.7 (80.0)                      |
| متوسط درجة الحرارة الصغرى °م (°ف) | 12.8 (55.0)                      | 13.7 (56.7)                      | 16.7 (62.1)                      | 20.6 (69.1)                      | 25.0 (77.0)                      | 27.7 (81.9)                      | 29.1 (84.4)                      | 28.9 (84.0)                      | 26.5 (79.7)                      | 23.4 (74.1)                      | 19.5 (67.1)                      | 15.0 (59.0)                      | 21.6 (70.8)                      |
| أدنى درجة حرارة °م (°ف)           | 3.8 (38.8)                       | 5.0 (41.0)                       | 8.2 (46.8)                       | 10.5 (50.9)                      | 15.2 (59.4)                      | 21.0 (69.8)                      | 23.5 (74.3)                      | 22.4 (72.3)                      | 20.3 (68.5)                      | 16.6 (61.9)                      | 11.8 (53.2)                      | 6.4 (43.5)                       | 3.8 (38.8)                       |
| معدل هطول الأمطار مم (إنش)        | 13.2 (0.52)                      | 17.1 (0.67)                      | 16.1 (0.63)                      | 8.7 (0.34)                       | 3.6 (0.14)                       | 0 (0)                            | 0 (0)                            | 0 (0)                            | 0 (0)                            | 1.1 (0.04)                       | 3.3 (0.13)                       | 12.1 (0.48)                      | 75.2 (2.95)                      |
| متوسط الأيام الممطرة (≥ 1.0 mm)   | 1.7                              | 2.1                              | 1.8                              | 1.4                              | 0.2                              | 0.0                              | 0.0                              | 0.0                              | 0.0                              | 0.1                              | 0.2                              | 1.3                              | 8.8                              |
| متوسط الرطوبة النسبية (%)         | 71                               | 70                               | 63                               | 52                               | 44                               | 41                               | 49                               | 55                               | 62                               | 63                               | 66                               | 71                               | 59                               |
| ساعات سطوع الشمس الشهرية          | 244.9                            | 224.0                            | 241.8                            | 273.0                            | 325.5                            | 342.0                            | 325.5                            | 328.6                            | 306.0                            | 303.8                            | 276.0                            | 241.8                            | 3٬432٫9                          |
| المصدر: NOAA (1962-1992)          |                                  |                                  |                                  |                                  |                                  |                                  |                                  |                                  |                                  |                                  |                                  |                                  |                                  |

## التعليم

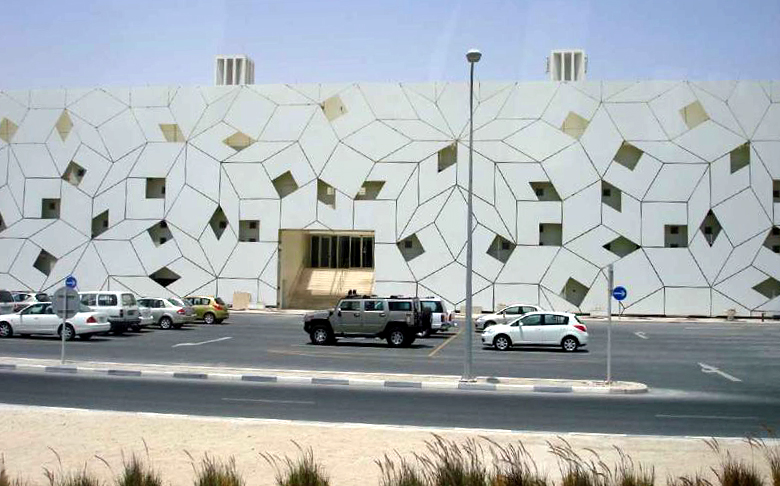
إحدى مباني المدينة التعليمية

### المدارس
ينتشر في الدوحة الكثير من المدارس الحكومية لجميع المراحل الدراسية للجنسين بنين وبنات، ويوجد ايضاً مدارس خاصة مثل مدرسة نيوتن العالمية والمدرسة القطرية الفرنسية فولتير.

### الجامعات والكليات
- تضم الدوحة جامعة قطر أول جامعة في دولة قطر تم إنشائها وفق مرسوم أميري سنة 1973
- كلية فيرجينيا كومنولث، تأسست في عام 1998
- كلية طب وايل كورنيل تأسست الكلية عام 2001
- كلية الشمال الاطلنطي في قطر تاسست عام 2002
- جامعة تكساس إي أند أم قطر افتتحت عام 2003
- جامعة كارنيجي ميلون افتتحت سنة 2004
- جامعة جورج تاون في قطر افتتحت سنة 2005
- كلية الدراسات الاسلامية افتتحت سنة 2007
- جامعة كالجاري قطر افتتحت سنة 2007
- جامعة  نورثويسترن افتتحت خريف 2008
- آش أي سيه باريس (HEC-Paris) افتتحت في فبراير 2011
- جامعة نورثمبريا قطر 2018
- جامعة الدوحة للعلوم والتكنولوجيا 2022
- يو سي إل قطر افتتحت سنة 2011

## الرياضة

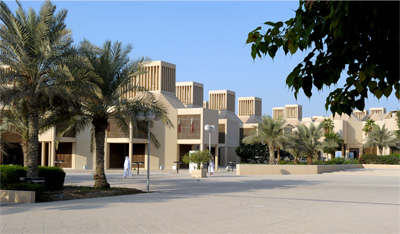
جامعة قطر.

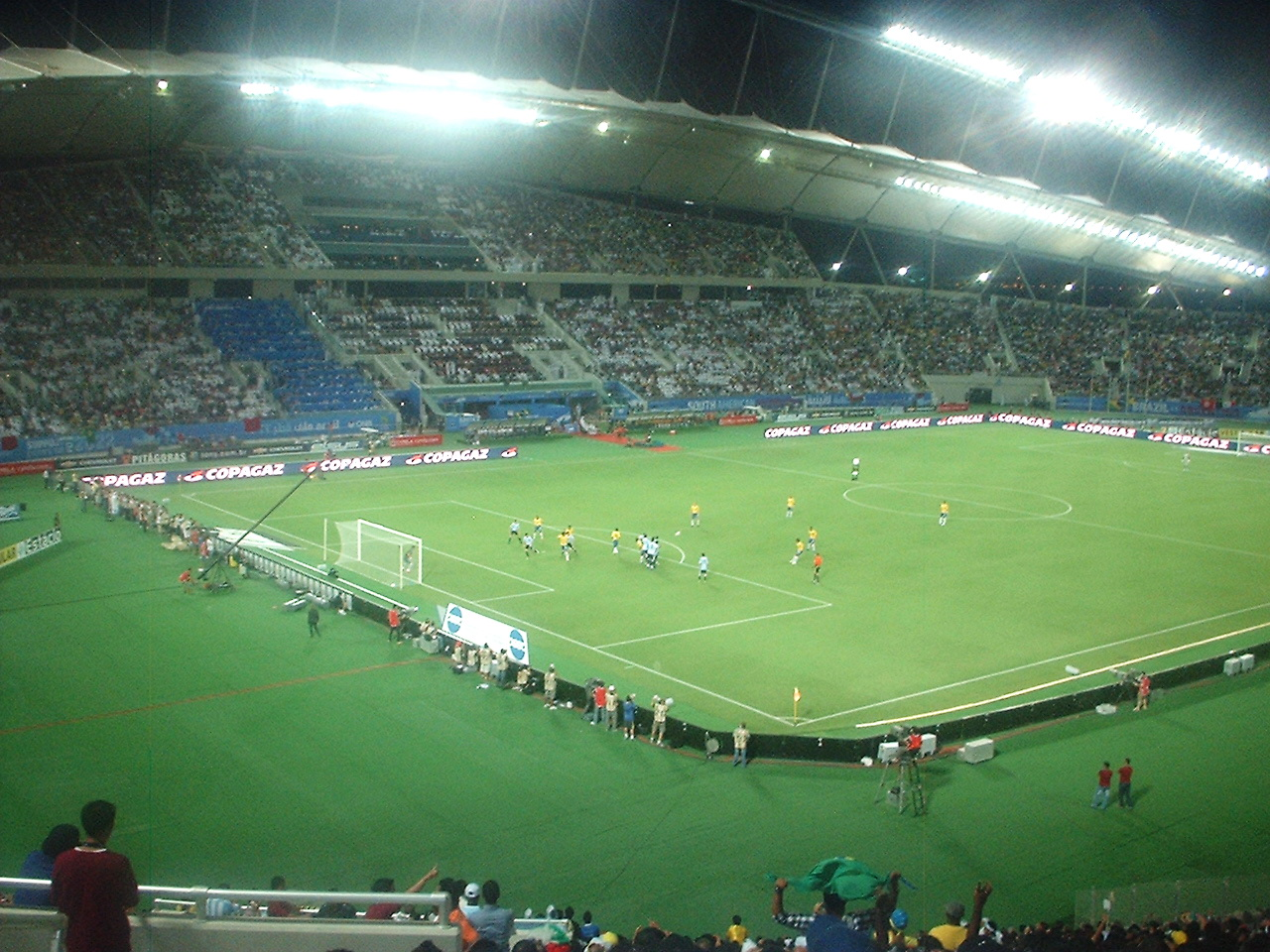
ستاد خليفة

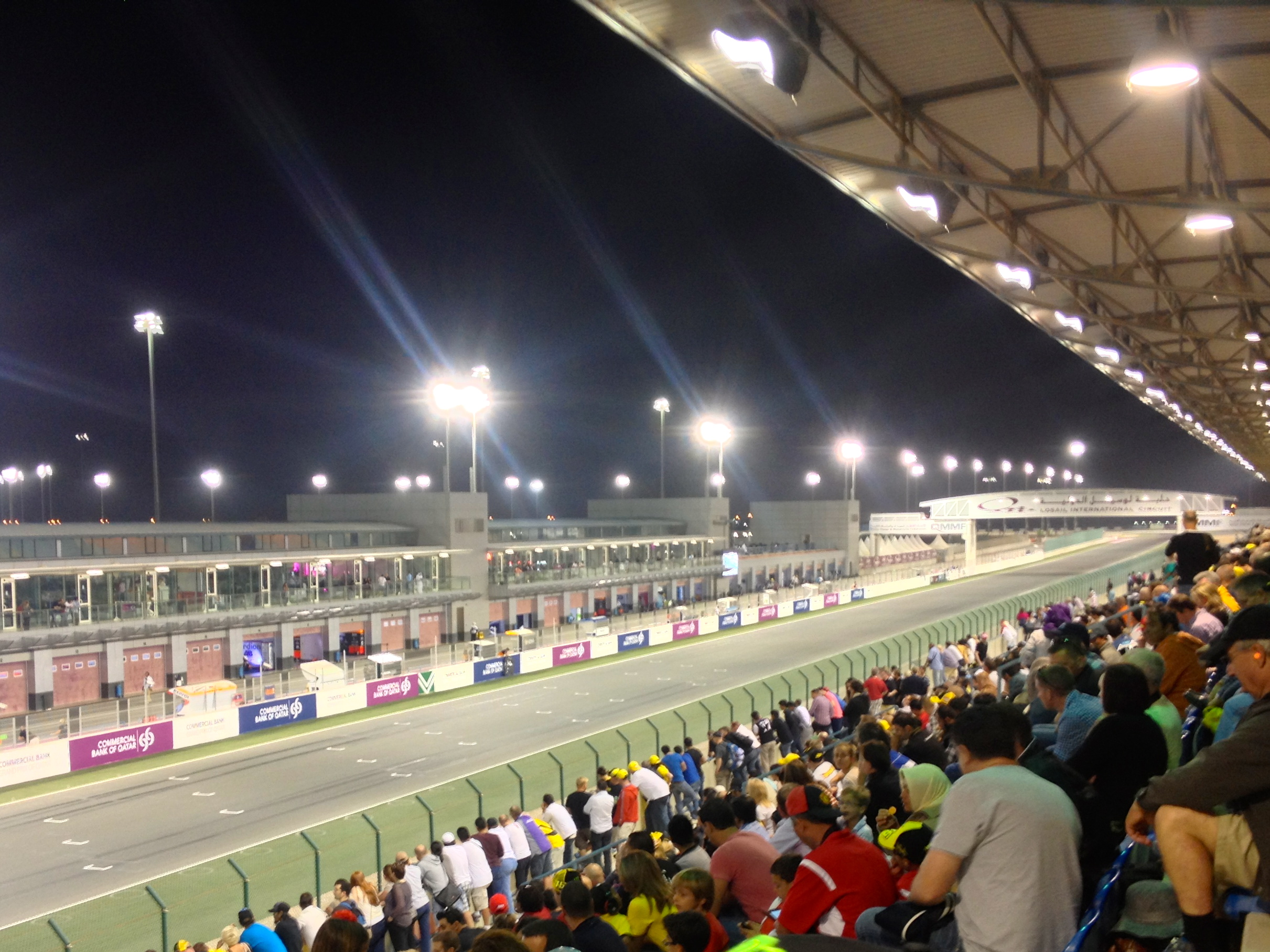
حلبة لوسيل

- استاد الدوحة أول ملاعب الخليج
- استاد خليفة الدولي
- استاد سحيم بن حمد
- استاد جاسم بن حمد
- استاد عبدالله بن خليفة
- مستشفى اسبيتار الطب الرياضي
- صالت لوسيل متعددة الاستعمالات
- المدينة الرياضية (الاسباير)
- حلبة لوسيل الدولية

## الإعلام
أشهر مؤسسة إعلامية هي قناة الجزيرة التي مقرها مدينة الدوحة. كما تصدر من المدينة عدد من الجرائد والقنوات الأخرى منها قناة قطر الفضائية الرسمية.

## الضواحي
- الدفنة وتعد من أهم المناطق وذلك لوجود منطقة الأبراج فيها.
- الريان وتعد ثاني أكبر مدينة بعد الدوحة
- مدينة خليفة
- مشروع اللؤلؤة يقع شمال الدوحة بالقرب من خليج لاغون
- الغرافة تقع في الريان

### شوارع مدينة الدوحة
- طريق سلوى
- طريق الشمال
- طريق 22 فبراير
- خط سلاح الجو
- طريق الريان
- شارع خليفة
- شارع المرخية
- شارع الخفجي
- طريق السد
- شارع الوعب
- شارع الخليج
- شارع الاستقلال
- شارع مجلس التعاون
- شارع عمر المختار

### أحياء مدينة الدوحة
| - المرخية - مريخ - الدحيل - السودان - المنتزة - ابوهامور - بن محمود | - نعيجة - الثمامة - المطار القديم - النجمة - الهلال - خليفة الجديدة - المنصور | - العسيري - السلطة القديمة - السلطة الجديدة - الغانم - أم غويلينة - مشيرب((يقام حاليا مشروع مدينة مشيرب قلب الدوحة)) - النصر | - جنوب شارع سلوى - العزيزية - الوعب - عنيزة - المعمورة - غرب خليج لاغون((منطقة بحيرة ذات فلل الشاطئية)) - الحي الثقافي كتارا - الجسرة، قطر |

### أبرز معالم مدينة الدوحة

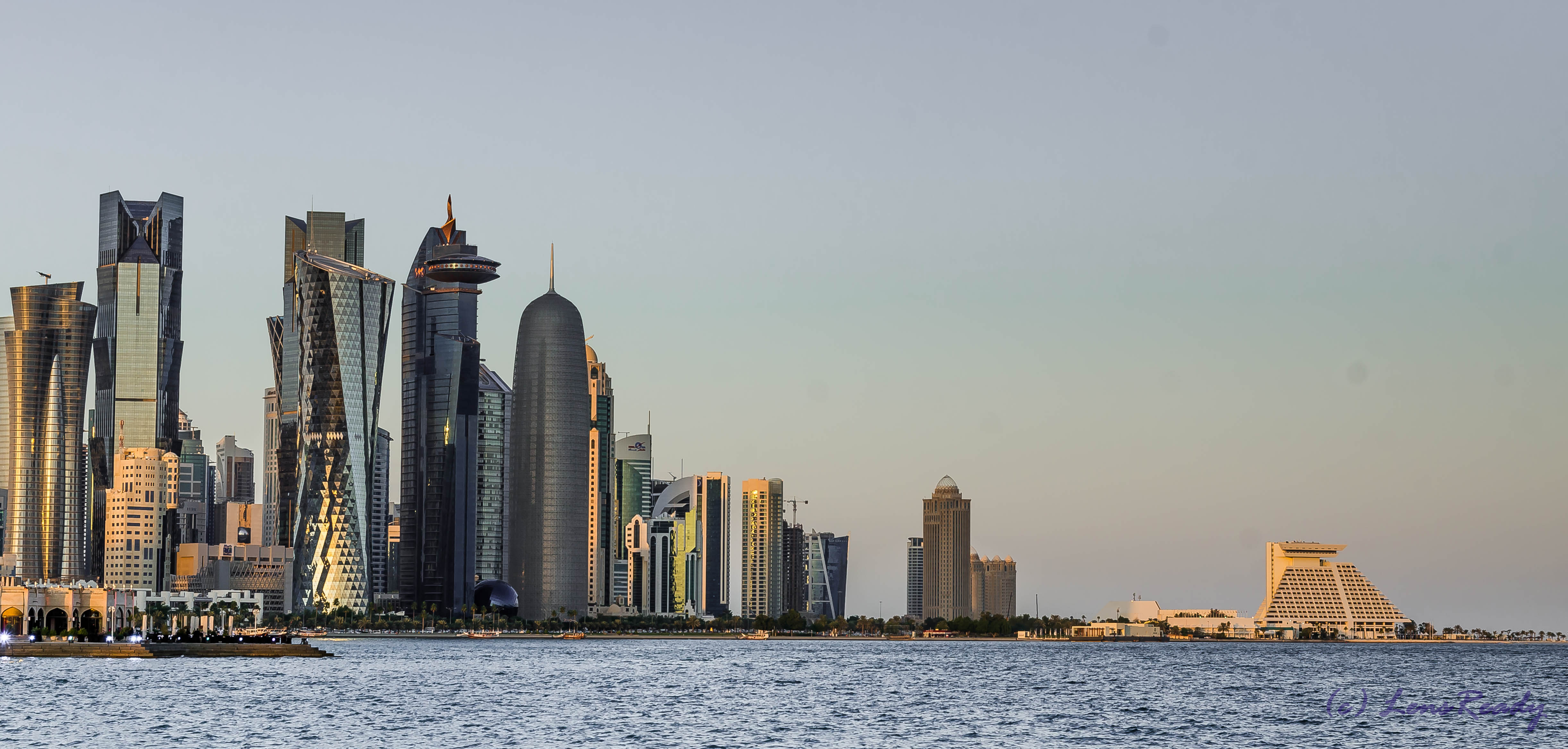
ناطحات السحاب في الدوحة.

- مطار حمد الدولي
- سوق واقف
- جزيرة اللؤلؤة
- الحي الثقافي كتارا
- مدينة لوسيل
- جزيرة بنانا
- مدينة مشيرب قلب الدوحة
- خليج لاغون
- حديقة اسباير زون
- متحف الفن الإسلامي
- متحف الفن الحديث
- متحف قطر الوطني

### البنوك في قطر
- بنك الدوحة
- بنك قطر الدولي
- بنك قطر الإسلامي
- بنك بروة الإسلامي
- بنك قطر للتنمية
- البنك الأهلي القطري
- بنك المصرف الإسلامي
- مصرف الريان
- بنك دخان